# Bučovice
Bučovice (en allemand : Butschowitz) est une ville du district de Vyškov, dans la région de Moravie-du-Sud, en République tchèque. Sa population s'élevait à 6 891 habitants en 2024.

## Géographie
Bučovice se trouve à 15 km au sud de Vyškov, à 30 km à l'est-sud-est de Brno et à 212 km au sud-est de Prague.

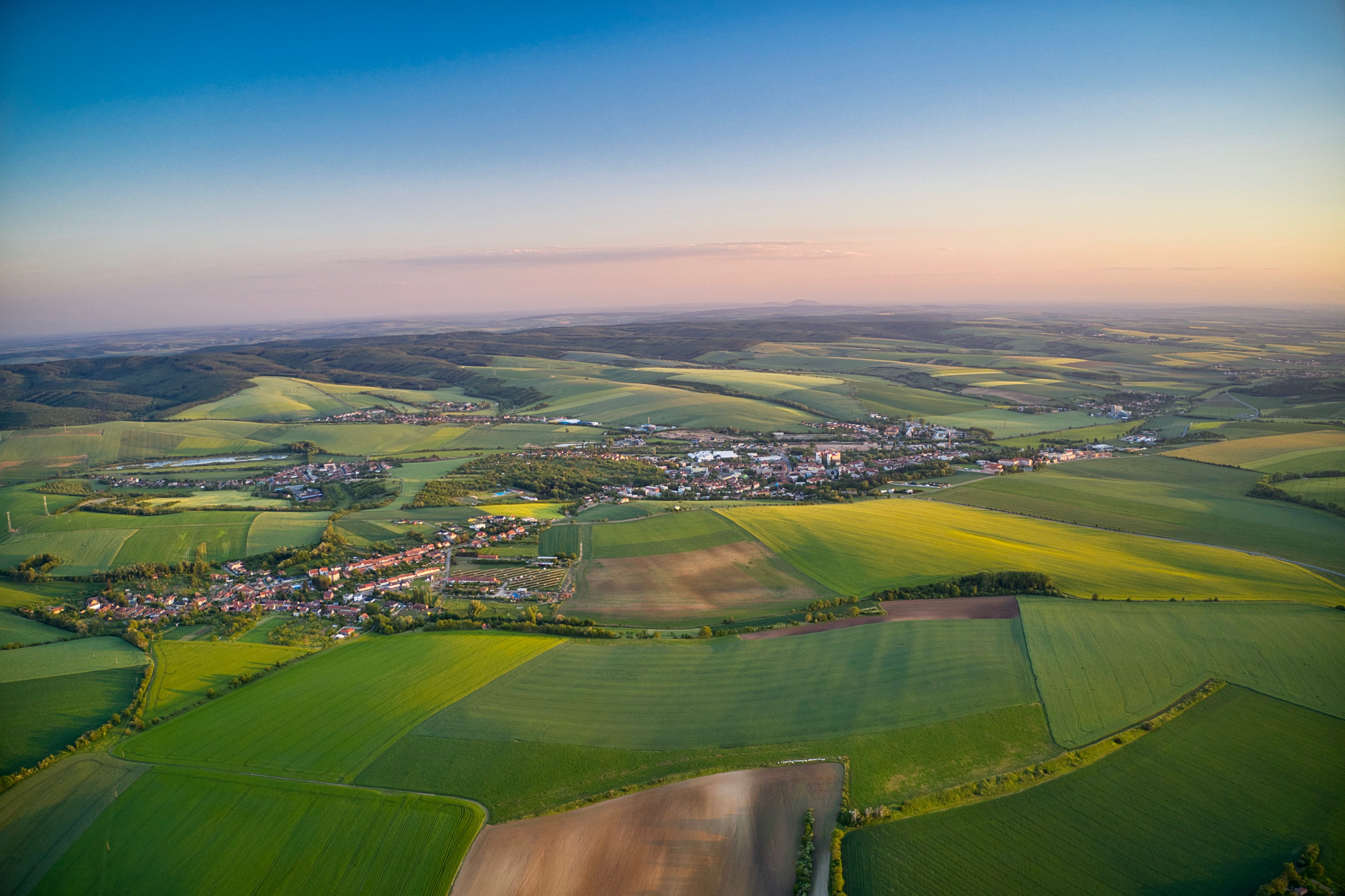
Bučovice vue aérienne.

La commune est limitée par Letonice, Bohaté Málkovice et Kojátky au nord, par Nevojice à l'est, par Ždánice au sud-est, par Mouřínov au sud-ouest, et par Rašovice et Křižanovice à l'ouest.

## Histoire
La première mention écrite de la localité date de 1322.

## Galerie

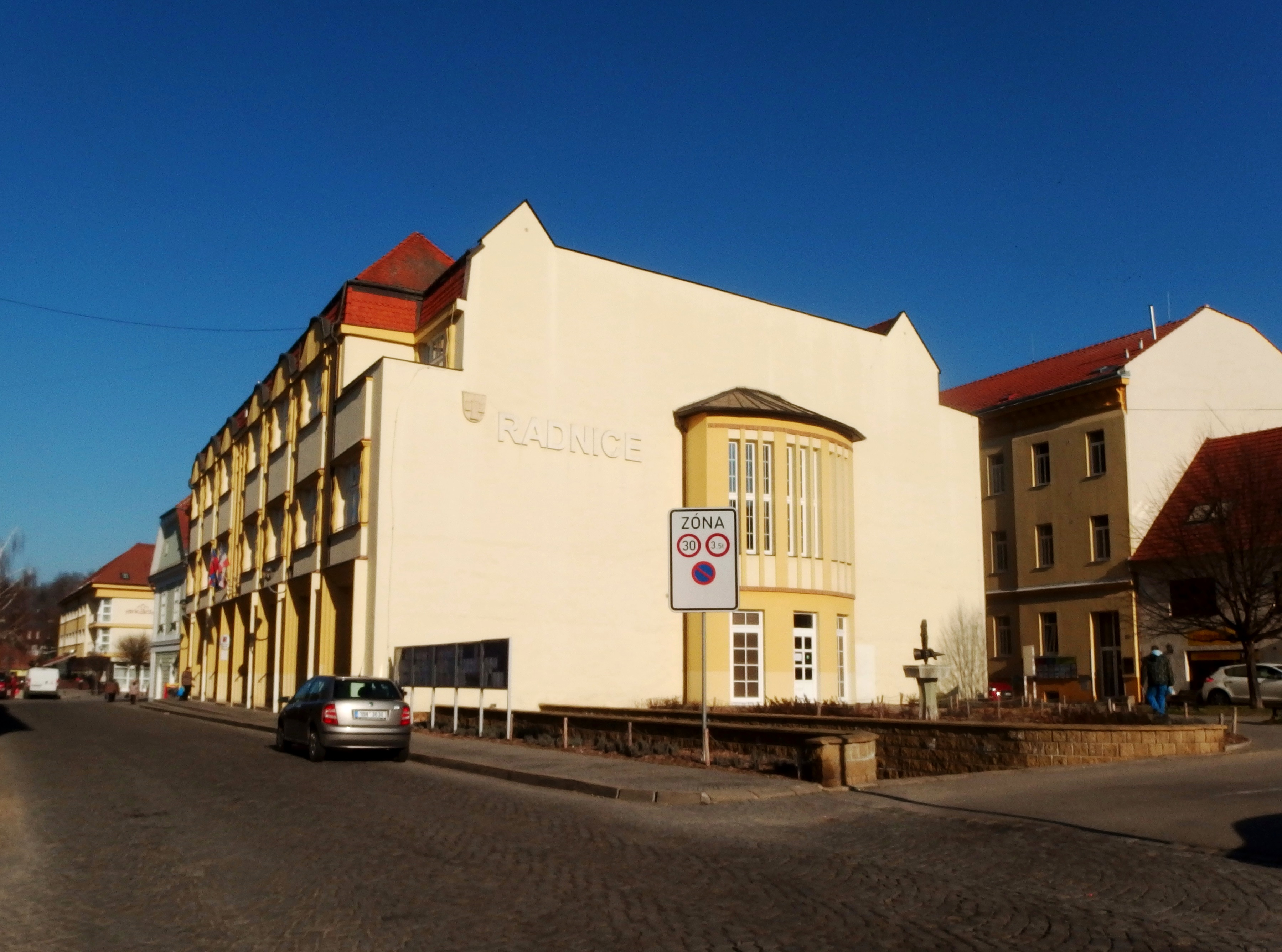
Hôtel de ville.
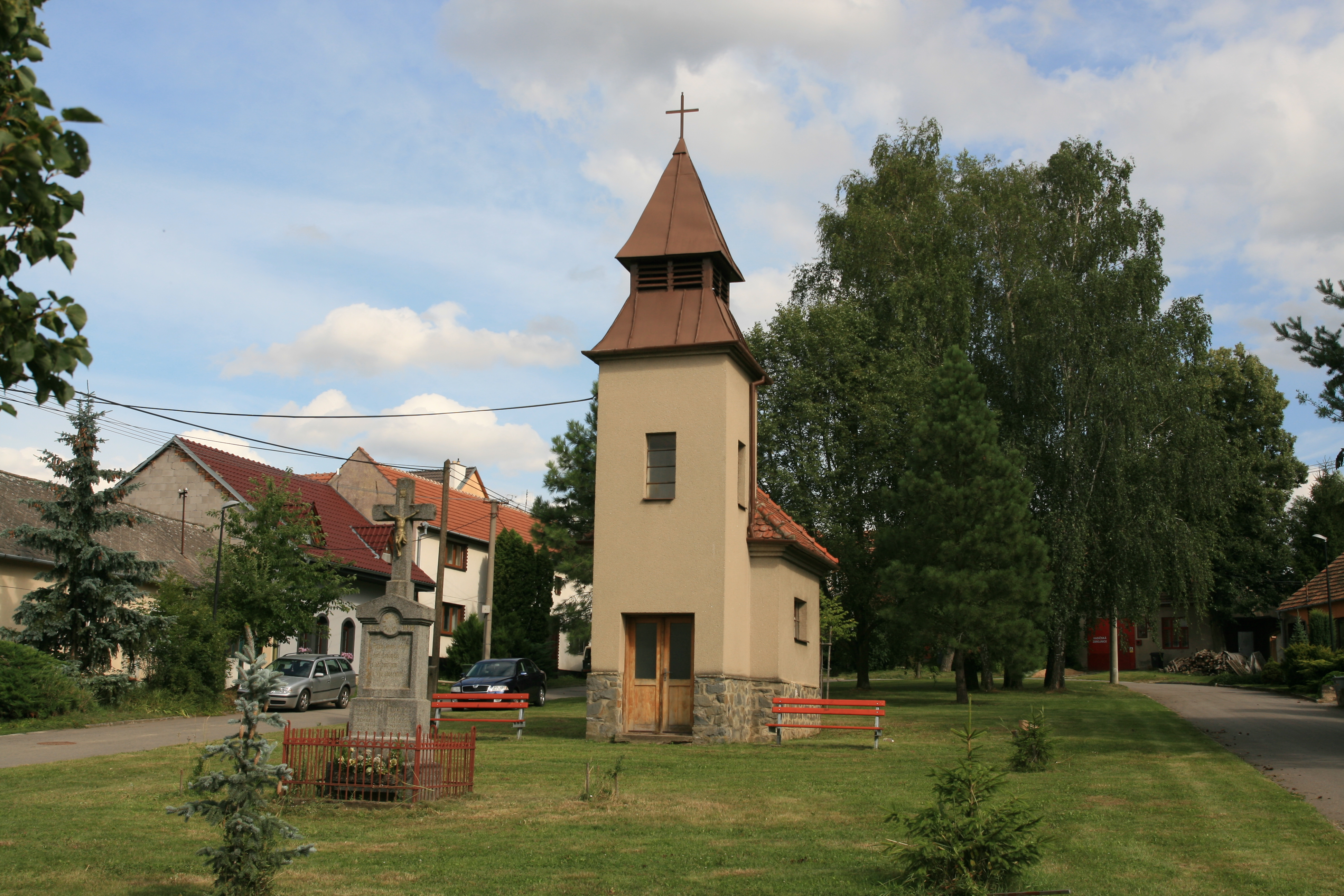
Place Marečkovo.

## Patrimoine
- château de Bučovice, construit de 1635 à 1637.

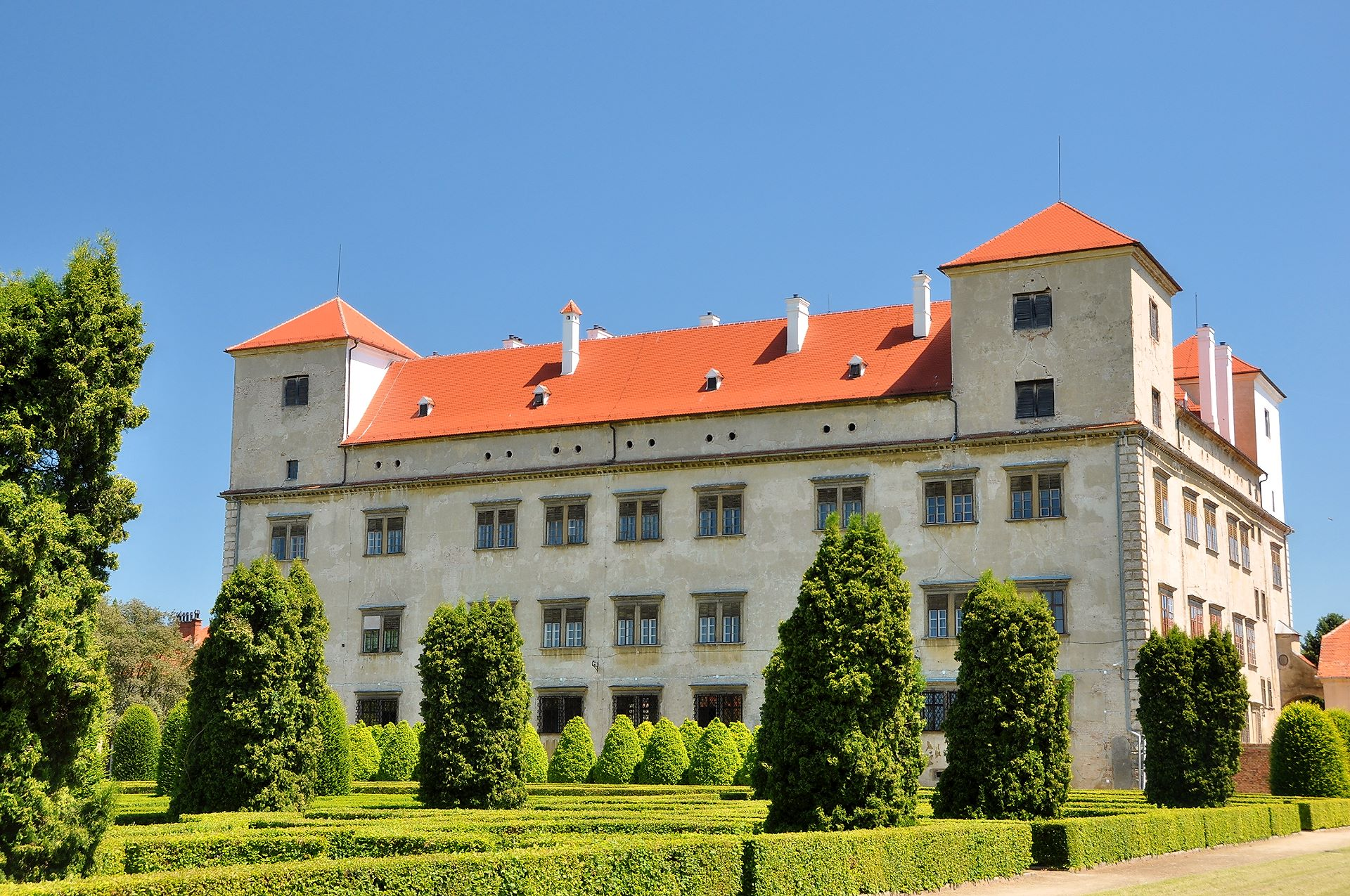
Château et parc.
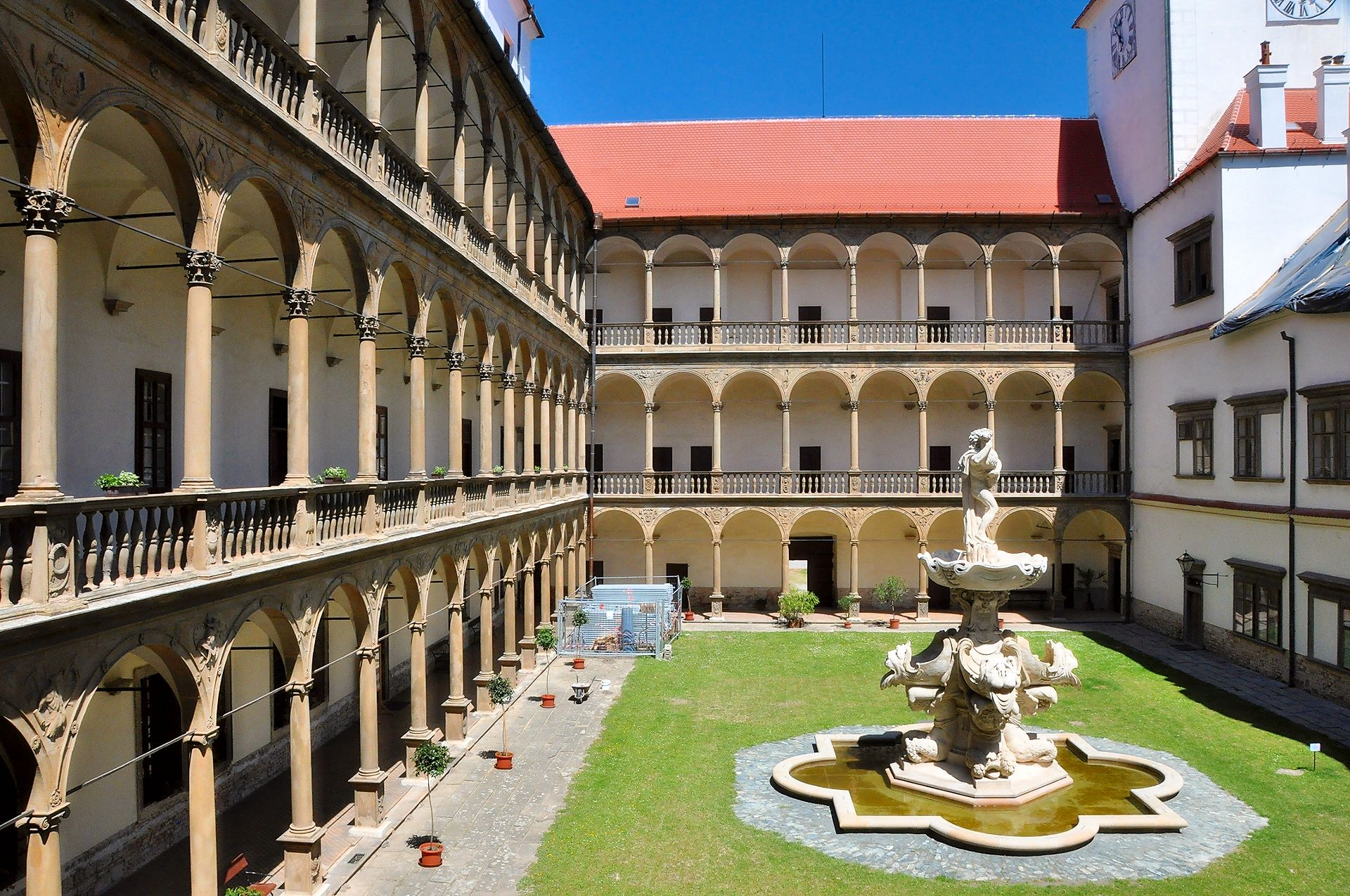
Cour intérieure.

## Transports
Par la route, Bučovice se trouve à 10,5 km de Slavkov u Brna, à 17 km de Vyškov, à 31,5 km de Brno et à 238 km de Prague.

## Personnalités
- Joseph Fischhof (1804-1857), pianiste et compositeur.